# Agathothus gracilis
Agathothus gracilis är en mångfotingart som först beskrevs av Charles Harvey Bollman 1888.  Agathothus gracilis ingår i släktet Agathothus och familjen spoljordkrypare. Inga underarter finns listade i Catalogue of Life.